# Sahti

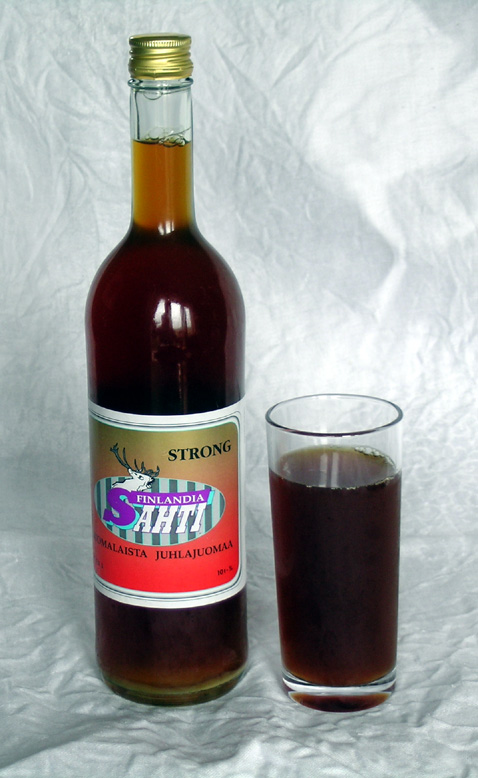
Finlandia Sahti

Sahti — tradycyjne fińskie piwo. Robione jest głównie z kompozycji zbóż słodowanych i surowych, w skład której wchodzą: jęczmień, żyto, pszenica i owies. Czasami składnikiem jest również chleb, który poddawany jest procesowi fermentacji. Sahti jest o tyle nietypowe, iż nie podlega warzeniu (gotowaniu). Słody po procesie zacierania od razu trafiają do fermentacji z pominięciem warzenia. Formalnie nie jest to więc piwo, w praktyce jednak potocznie tak nazywane z uwagi na bardzo zbliżony proces technologiczny.  Tradycyjne sahti przyprawiane jest jagodami i gałązkami jałowca, które obecnie są łączone z chmielem. Napój przyrządzony w taki sposób w języku fińskim określany jest jako kuurna. Sahti jest piwem fermentacji górnej (ale) i ma charakterystyczny bananowy posmak (taki smak napój zawdzięcza estrom drożdżowym i fenolowym, które powstają w wyniku produkcji). W procesie fermentacji istotna jest obecność drożdży piekarskich.
Gotowe sahti to piwo ciemne o średniej zawartości alkoholu. Dawniej sahti było głównie trunkiem wykonywanym w warunkach domowych, co jest praktykowane do dziś. Obecnie produkcją sahti przeznaczonego na rynek zajmują się wykwalifikowane fińskie browary. Marki sahti to między innymi: Lammin Sahti, Joutsan Sahti oraz Finlandia Sahti (marka ta nie ma nic wspólnego z wódką o tej samej nazwie).